# Cathédrale Saint-Pierre de Marquette
Pour les articles homonymes, voir Cathédrale Saint-Pierre.
La cathédrale Saint-Pierre (St. Peter's Cathedral) est la cathédrale du diocèse catholique de Marquette dans la péninsule nord de l'État du Michigan. Son évêque actuel est Mgr Alexander King Sample depuis 2005.

## Historique
Il y avait à l'origine une petite cabane de bois qui servait d'église à un missionnaire jésuite français, le père Jean-Baptiste Menet. Lorsque Mgr Frédéric Baraga se rend en visite à Marquette au milieu du XIXe siècle, il décide de la construction d'une église et bénit la première pierre en 1864. Il la consacre deux ans plus tard, mais elle est détruite par un incendie le 2 octobre 1879. Des paroissiens irlandais, mécontents du déplacement de leur curé, le père John Kenny, sont accusés d'avoir sciemment provoqué l'incendie. Les messes sont célébrées dans les fondations en attendant les travaux de reconstruction. La nouvelle église n'est achevée que neuf hivers plus tard.
L'édifice est de nouveau la proie des flammes à l'aube du 3 novembre 1935 et cette fois-ci les messes sont célébrées à l'auditorium d'une école secondaire, avant sa complète restauration quelques mois plus tard. Elle est totalement achevée en 1938.

## Architecture
L'édifice est de style néoroman français et est décoré au fil des années avec un intérieur de marbre et des colonnes néoromanes. Les tours jumelles de la façade sont surmontées chacune d'une petite coupole élégante. On remarque des statues de la main du sculpteur Corrado Parducci, auteur de statues pour trois autres cathédrales et plus de deux cents églises.

## Source
- (en) Cet article est partiellement ou en totalité issu de l’article de Wikipédia en anglais intitulé « St. Peter Cathedral (Marquette, Michigan) » (voir la liste des auteurs).